# Janthecla malvina
Espèce
Janthecla malvina est une espèce de lépidoptères (papillons) de la famille des Lycaenidae, sous-famille des Theclinae et du genre Janthecla.

## Dénomination
Janthecla malvina a été décrit par William Chapman Hewitson en 1867, sous le nom initial de Thecla malvina.

## Description
Janthecla malvina est un petit papillon aux antennes et aux pattes annelées de blanc et de noir, avec deux queues, une longue et une plus courte, à chaque aile postérieure.
Le dessus est bleu nuit.
Le revers est bleu nuit orné de lignes de traits bleu clair avec aux ailes postérieures deux ocelles, un entre les deux queues et un en position anale.

## Écologie et distribution
Janthecla malvina est présent dans le bassin amazonien, l'est Venezuela, au Brésil, au Surinam, en Guyana et en Guyane,.

### Protection
Pas de statut de protection particulier.